# 梅洛韋 (比洛皮利亞區)
梅洛韋（烏克蘭語：Милове），曾是烏克蘭東北部蘇梅州比洛皮利亞區的村庄，距離奧萊克森基和巴甫利夫卡1公里，1988年該城鎮人口20。该村在2001年被苏梅州拉达撤销。